# مجسم دوراني
المجسم الدوراني في الرياضيات هو كل جسم ينشأ عن دوران منطقة مستوية حول محور دوران مستقيم ثابت دورة كاملة، ويسمى الخط المستقيم بمحور المجسم.

## حساب الحجم
رموز :
r = نصف القطر
h = الارتفاع
A = المساحة أو مساحة القاعدة
V = الحجم
يتم حساب الحجم بعدة طرق، منها :

### التكامل بالأقراص

تكامل بالأقراص لمجسم دوراني محور المحور الصادي
للدالة

تقوم الطريقة على تقسيم الجسم إلى أقراص غير متناهية.

#### محور الدوران هو المحور السيني
إذا كان المجسم الدوراني ينتج عن دوران منطقة مستوية حول محور السينات فإنه حجمه يعطى بالمعادلة :
{\displaystyle V=\pi \int _{a}^{b}{\left[R(x)\right]}^{2}\ \mathrm {d} x}
حيث R هي المساحة بين الدالة ومحور الدوران .

#### محور الدوران هو المحور الصادي
إذا كان المجسم الدوراني ينتج عن دوران منطقة مستوية حول محور الصادات فإنه حجمه يعطى بالمعادلة:
{\displaystyle V=\pi \int _{a}^{b}{\left[R(y)\right]}^{2}\ \mathrm {d} y}
حيث R هي المساحة بين الدالة ومحور الدوران .

## بعض أنواع المجسمات الدورانية
الأجسام الدورانية متنوعة بتنوع منحنيات الدوال، ولكن هناك أجسام مشهورة منها :
| اسم الجسم  | ينشأ عن دوران     | معادلة المنطقة المستوية                                                     | تمثيل الشكل | معادلة حساب الحجم                              |
| ---------- | ----------------- | --------------------------------------------------------------------------- | ----------- | ---------------------------------------------- |
| اسطوانة    | مستطيل            | {\displaystyle f(x)=r\,}                                                    |             | {\displaystyle V=\pi \int _{0}^{h}f(x)^{2}dx}  |
| مخروط      | مثلث قائم الزاوية | {\displaystyle f(x)={\frac {r}{h}}x\,}                                      |             | {\displaystyle V=\pi \int _{0}^{h}f(x)^{2}dx}  |
| كرة        | نصف دائرة         | {\displaystyle f(x)={\sqrt {r^{2}-(x-r)^{2}}}\,}                            |             | {\displaystyle V=\pi \int _{0}^{2r}f(x)^{2}dx} |
| مخروط ناقص | شبه منحرف         | {\displaystyle f(x)={\frac {r}{h}}\times (x+H)\,} حيث H ارتفاع الجزء الناقص |             | {\displaystyle V=\pi \int _{0}^{h}f(x)^{2}dx}  |

الشكل التالي ناتج عن دوير المنطقة المستوية المحصورة بين f وg

وبعض الأجسام قد تنتج من خلال المنطقة المحصورة بين داليتين ليست صفرية(انظر الشكل المقابل)